# エルゴ球

カー計量での2つの表面は特異点を持つように見える。内部の表面は球面状の事象の地平線である一方、外の表面は偏円の回転楕円体（扁球）である。エルゴ球は2つの表面の間にあり、その時空の中では純粋な時間成分は負である。言い換えると、純粋な空間計量成分として振る舞う。その結果、もし時間的な特徴を扱うならば、エルゴ球の中の粒子は内部質量と一緒に回転しなければならない。

エルゴ球（エルゴきゅう、英: ergosphere）とは、回転するブラックホールの外に位置する領域である。その名前は古代ギリシア語で仕事を意味する語、ergon に由来する。この領域からエネルギーと質量を取り出すことが理論的に可能であることにちなみ、ジョン・ホイーラーらによって名付けられた。

## 特徴
エルゴ球は回転楕円体の形をしており、ブラックホールの自転軸で事象の地平線と接する。エルゴ球の中の時空はブラックホールの回転方向へ引っ張られている。内部の時空は静止した宇宙と比較すると光速より速い速度で引っ張られている。この現象は慣性系の引きずりもしくは Lense-Thirring effect として知られている。エルゴ球の中では、空間に物体が光速以上で引きずられるので、物体が外の宇宙に対して静止するためには引きずられている空間に対して光速以上で運動しなければならず、これは物理的に不可能なため、エルゴ球の中の物体は外の静止した宇宙からみて静止することはない。また、この空間の引きずりにより、エルゴ球の中に負のエネルギーが存在するという結果がもたらされる。

### 境界
エルゴ球の外側の境界は静止限界と呼ばれる。静止限界では、空間が静止した空間からみてちょうど光速で引きずられており、光速で動く物体が無限遠の宇宙に対して静止する。この境界の外側の空間は、引きずられてはいるが光速よりは遅い。
また、内側の境界は事象の地平線である。

### エネルギーの取り出し
エルゴ球が事象の地平線よりも外にある場合、物体はブラックホールの回転に引かれてエネルギーを得た後にエルゴ球から脱することができ、このときブラックホールが持っていたエネルギーが物体に移行する。回転しているブラックホールからエネルギーを取り出すこの過程は、数学者のロジャー・ペンローズにより1969年に提唱され、ペンローズ過程と呼ばれる。理論的に回転しているブラックホールから取り出すことが出来るエネルギーは29%である。事象の地平線が光速に近い速度で回転していると仮定し、質量の最大29%をエネルギーに変換できるという点に着目すると、銀河系の中心にある超大質量ブラックホール(太陽質量の約400万倍)の質量のうち、わずか10%しかエネルギーに変換できなくても、その量は、ダイソン球に囲まれた5億個の恒星から数十億年にわたって得られるエネルギー量に相当する。このエネルギーを取り出し尽したときブラックホールの回転は失われ、エルゴ球は存在しなくなる。この過程はガンマ線バーストのような現象のエネルギー源を説明することが出来ると考えられている。コンピュータモデルの計算により、ペンローズ過程はクエーサーや活動銀河核からの放出が観測されている高エネルギーの粒子を生み出しうることが示された。